# يان إيفانز (لاعب اتحاد الرغبي)
يان إيفانز (بالإنجليزية: Ian Evans)‏ هو لاعب اتحاد الرغبي جنوب أفريقي، ولد في 4 أكتوبر 1984 في جوهانسبرغ في جنوب أفريقيا.

## وصلات خارجية
- يان إيفانز على موقع دوري الرغبي الممتاز (الإنجليزية)
- يان إيفانز عل موقع إسبنسكروم (الإنجليزية)
- يان إيفانز على موقع ItsRugby.co.uk (الإنجليزية)